# Selma, Virginia
Selma är en ort i Alleghany County i delstaten Virginia, USA.